# Rings of Saturn
Rings of Saturn é uma banda de deathcore americana da Bay Area, Califórnia. A banda foi formada em 2009 e era originalmente apenas um projeto de estúdio. No entanto, depois de ganhar grande popularidade e assinar com a Unique Leader Records, o grupo formou uma formação completa e se tornou uma banda em turnê em tempo integral. A música do Rings of Saturn apresenta um estilo altamente técnico, fortemente influenciado por temas de vida alienígena e espaço sideral. Eles lançaram cinco álbuns de estúdio, com seu terceiro, Lugal Ki En, lançado em 2014 e chegando a 126 na parada americana Billboard 200, enquanto seu quarto, Ultu Ulla, foi lançado em 2017 e atingiu o pico de 76º lugar na Billboard 200, sendo este a maior posição da banda até hoje. Gidim foi lançado em outubro de 2019.

## História
Rings of Saturn foi formada em 2009 apenas como um projeto de gravação de estúdio com Lucas Mann nas guitarras, baixo e teclado, Peter Pawlak nos vocais e Brent Silletto na bateria; na época todos ainda estavam no ensino médio. A banda postou uma faixa intitulada "Abducted" online e rapidamente ganhou ouvintes. A banda gravou seu álbum de estreia, Embryonic Anomaly, com Bob Swanson no Mayhemnness Studios em Sacramento, Califórnia. O álbum foi lançado pela própria banda em 25 de maio de 2010. Quatro meses após o lançamento de Embryonic Anomaly, a banda assinou com a Unique Leader Records. Nos meses seguintes à assinatura da banda, Joel Omans foi adicionado como um segundo guitarrista e a banda concluiu o ensino médio, o que os levou a embarcar em turnês. Embryonic Anomaly foi relançado pela Unique Leader em 1 de março de 2011, e seus dois álbuns seguintes também seriam lançados pela gravadora. O baterista Brent Silletto e o vocalista Peter Pawlak deixaram a banda em dezembro de 2011.
Rings of Saturn, que neste ponto incluía apenas Lucas Mann e Joel Omans, excursionou com muitos membros diferentes antes de formar uma formação que incluiu Ian Bearer, Sean Martinez e Ian Baker nos vocais, baixo e bateria, respectivamente. Esta formação gravou seu segundo álbum, Dingir, com o mesmo produtor do Embryonic Anomaly. O álbum foi originalmente agendado para ser lançado em 20 de novembro de 2012, mas devido a questões legais, o lançamento do álbum foi adiado para 5 de fevereiro de 2013. Em resposta ao impulso legal e uma versão de pré-produção do álbum vazando no internet, o vocalista, Ian Bearer, carregou o álbum finalizado em seu canal do YouTube e colocou o álbum inteiro para download pelo canal Total Deathcore. Ian Baker e Sean Martinez se separaram da banda logo após o lançamento oficial de Dingir, a banda posteriormente participou do The Summer Slaughter Tour de 2013 adicionando Jesse Beahler na bateria até o final da turnê.
Rings of Saturn começou a gravar seu terceiro álbum de estúdio em Pittsburgh, Pensilvânia, tendo Aaron Kitcher do Infant Annihilator e Black Tongue para preencher todos os arranjos de bateria como um convidado especial do álbum. Aaron Stechauner mais tarde se juntou como membro em tempo integral para a bateria depois que o álbum foi finalizado. Em 1 de julho de 2014, a banda lançou a capa e a lista de faixas de seu novo álbum Lugal Ki En, que foi lançado em 14 de outubro de 2014. Eles também lançaram seu primeiro videoclipe de "Senseless Massacre" dirigido por Alex T Reinhard. A banda fez uma turnê pelos Estados Unidos, Canadá e pela primeira vez no México logo depois, mas nenhuma música nova foi tocada do álbum recém-lançado. Em 9 de dezembro de 2014, Joel Omans anunciou sua saída da banda, informando em seu Facebook pessoal que ele saiu porque Lucas Mann se tornou "um hack de um músico", pois o mesmo, segundo Joel, compôs de forma programada as guitarras de forma que nem ele mesmo conseguia tocá-las, e "impediu a banda de tocar novas músicas do Lugal Ki En" durante seu turnê de lançamento do álbum. Duas semanas depois, em 26 de dezembro, Miles Dimitri Baker foi anunciado como seu novo segundo guitarrista.
Em 2 de abril de 2015, Rings of Saturn lançou uma livestream onde Lucas Mann tocava guitarra ao vivo com e Miles Dimitri Baker cantava a música "Godless Times" do álbum Lugal Ki En, em resposta às alegações. Três meses depois, em 28 de agosto, a banda lançou o single "Seized and Devoured 2.0", uma faixa regravada de seu primeiro álbum Embryonic Anomaly com os vocais de Ian Bearer. Pouco depois, a banda começou uma turnê na América do Norte, com um setlist que consistia principalmente de canções de Lugal Ki En sendo tocadas pela primeira vez ao vivo. Mais tarde naquele ano, em 25 de dezembro, a banda lançou um single de colaboração intitulado "Souls Of This Mortality" com sua própria banda de projeto paralelo "Interloper". Rings Of Saturn então começou sua primeira turnê na Europa no início de 2016, seguido por uma turnê norte-americana de apoio a Thy Art Is Murder. Em 17 de maio de 2016, a banda anunciou que assinou com a Nuclear Blast Records.
Em 31 de julho de 2016, Rings of Saturn anunciou que tinha terminado de escrever seu próximo álbum, Ultu Ulla (Time Immemorial), e foi lançado em 28 de julho de 2017. Em 2 de junho de 2017, a banda lançou seu segundo videoclipe para a música "Inadequate". Em 7 de julho de 2017, a banda lançou um vídeo com a letra do segundo single do Ultu Ulla, "Parallel Shift". O baterista Aaron Stechauner e Miles Dimitri Baker anunciaram sua saída do Rings of Saturn em 26 de maio de 2018. Logo após a saída de Stechauner e Baker, foi anunciado via Facebook que o ex-guitarrista Joel Omans iria se reunir com a banda e que o Desecrate The Faith o baterista do, Mike Caputo, se juntará a eles junto com o guitarrista japonês Yo Onityan. Em 10 de fevereiro de 2019, a página do Facebook do Rings of Saturn apontou que Mike Caputo e Yo Onityan são membros em turnê. A banda lançou seu quinto álbum de estúdio intitulado Gidim em 25 de outubro de 2019, com Marco Pitruzella na bateria, bem como um convidado de Charles Caswell do Berried Alive na música "Pustules", vocais de Dan Watson do Enterprise Earth na música "Hypodermis Glitch", e um solo de Yo Onityan na música "Tormented Consciousness". Em 8 de setembro de 2020, a banda confirmou que Mike Caputo estava se tornando um membro em tempo integral do Rings of Satur.

## Estilo e influências
A revista AllMusic descreveu Rings of Saturn como um "uma máquina de deathcore técnico e progressivo", escrevendo que eles "consistiram em unificar o humor sua marca de death metal técnico, batizado dê 'aliencore'." A banda emprega riffs rápidos com um efeito de harmonia adicionado, tempos rápidos, elementos ambientais e letras que tratam da invasão do espaço e da vida extraterrestre.

## Integrantes
Formação atual
- Lucas Mann - guitarra (2009-presente), baixo (2009, 2010, 2013-presente), teclados, programação, sintetizadores, piano (2009-2010, 2011-presente)
- Ian Bearer - vocal gutural (2012-presente)
- Miles Dimitri Baker - guitarra (2014-presente)
- Aaron Stechauner - bateria (2014-presente)

Ex-membros
- Ben Gower - baixo (2009)
- Peter Pawlak - vocal (2009-2011)
- Brent Siletto - bateria (2009-2011)
- Chris Wells - teclado, sintetizadores, programação (2010-2011)
- Joel Omans - guitarra (2010-2014)
- Mus Albert - baixo (2011)
- Brent Glover - baixo (2011)
- John Galloway - vocal (2011-2012)
- Jack Aldrich - baixo (2011-2012)
- Ron Casey - bateria (2011-2012)
- Sean Martinez - baixo (2012-2013)
- Ian Baker - bateria, percussão (2012-2013)
- Jesse Beahler - bateria, percussão (2013)
- Aaron Kitcher - programação de percussão (2014)

## Discografia
Álbuns de estúdio
- Embryonic Anomaly (2010)
- Dingir (2012)
- Lugal Ki En (2014)
- Ultu Ulla (2017)
- Gidim  (2019)
- Rings Of Saturn (2022)